# IC 5359
IC 5359 је спирална галаксија у сазвјежђу Рибе која се налази на листи објеката дубоког неба у Индекс каталогу.
Деклинација објекта је - 2° 19' 2" а ректасцензија 23h 47m 37,8s. Привидна величина (магнитуда) објекта IC 5359 износи 14,8 а фотографска магнитуда 15,5. IC 5359 је још познат и под ознакама MCG -1-60-36, HCG 97B, FGC 2535, Shkh 30, PGC 72430.